# Isarnus
Isarnus eller Isarnus Morlane, död 18 september 1310 i Avignon, var ärkebiskop i Lunds stift från 1303 till sin död.
Isarnus kom från en släkt som var hemmahörig i Languedoc i södra Frankrike och möjligtvis härstammade han från Fontiès i närheten av Carcassonne. Hans morbror var Eléazar de Grave, riddare till Peyriac och hans bror Sanche Morlane var präst i Puichéric utanför Carcassonne. Isarnus omtalas första gången 1270 när han är kanik i Carcassonne. Vid biskop Gautiers bortgång kunde inte domkapitlet i Carcassonne enas om biskopsämbetet skulle gå till Isarnus eller en viss Guillaume, ärkedjäkne i Agde. Det slutliga avgörandet hänvisades till påven men när denne fällde avgörandet den 25 november 1290 hade de två kandidaterna sagt nej och istället blev Pierre de Mornay ny biskop av Carcassonne. Isarnus stannade dock kvar som archipresbyter i Carcassonne och han förestod också sockenkyrkan i Mouze.
Isarnus var kaplan hos påven Bonifatius VIII och skickades i augusti 1295 till Danmark för att förhandla med Danmarks kung Erik Menved om ärkebiskop Jens Grands frigivning. Då Erik Menved vägrade att underkasta sig domen 1298 fick Isarnus kungöra påvens beslut att lysa Danmark i interdikt. Efter återkomsten fick han den 18 december 1299 prioratet i Bénévent-l'Abbeye i stiftet Limoges.
Isarnus blev därefter ärkebiskop i Riga. Vid förlikningen 1303, där påven satte ned den först ådömda bötessumman till en betydligt mindre, bytte Isarnus stift med Jens Grand. Han tycks ha visat stor måttfullhet och stod på god fot med kungen. Han flyttade 1310 till Salerno där han blev biskop men dog samma år.